# Cataglyphis abyssinicus
Cataglyphis abyssinicus är en myrart som först beskrevs av Auguste-Henri Forel 1904.  Cataglyphis abyssinicus ingår i släktet Cataglyphis och familjen myror. Inga underarter finns listade.